# Complejo motor migrante
Los complejos mioeléctricos migratorios (CMM, o complejo motor migrante) son una serie de ciclos en los que consiste la motilidad gastrointestinal cuando el estómago y las porciones anteriores del intestino delgado están libres de alimentos (período interdigestivo).
Un CMM está compuesto de tres fases:
1. La de quiescencia, en la que no Le sigue la fase de actividad irregular, en la cual algunas ondas lentas presentan salvas de potencial y otras no, con lo que se producen contracciones, pero de forma aislada que se propagan poco.
2. En segundo lugar la fase de actividad regular, en la que todas las ondas lentas llevan salvas de potencial.
3. Y en tercer lugar la fase propulsiva, que consiste en un tren de contracciones peristálticas sucesivas que se propagan aboralmente a lo largo de la mayor parte del intestino delgado y a veces lo llegan a recorrer entero.

Este ciclo se repite sucesivamente hasta la toma de alimento (período posprandial), en la que se interrumpe. La duración del ciclo y de cada una de sus fases es variable en función de la especie. No obstante, en términos  generales, cada ciclo se repite cada 60-120 minutos, y la duración relativa de las fases I, II y III es de 20, 75 y 5 % respectivamente.